# بايرون بيرترام
بايرون بيرترام (بالإنجليزية: Byron Bertram)‏ مواليد 29 أكتوبر 1952 في جوهانسبرغ، هو لاعب كرة مضرب جنوب أفريقي سابق بدأ مسيرته كمحترف سنة 1970 وكان يلعب باليد اليمنى، اعتزل اللعب في 1980. أعلى تصنيف له في الفردي كان المركز الـ 51 في سنة 1976.

## روابط خارجية
- بايرون بيرترام على موقع رابطة محترفي التنس (الإنجليزية)
- بايرون بيرترام على موقع الاتحاد الدولي لكرة المضرب (الإنجليزية)
- بايرون بيرترام على موقع كأس ديفيز (الإنجليزية)
- بايرون بيرترام على موقع خلاصة التنس.كوم (الإنجليزية)